# Pound the Alarm
Pound the Alarm е песен от албума Pink Friday: Roman Reloaded на американската рапърка Ники Минаж.

## Видео
Във видеото Ники е на карнавал. Пуснато е на 31 юли 2012 г. Заснето е в Порт ъф Спейн, Тринидад и Тобаго, родното ѝ място. Дрехите и са направени в същите цветове, като знамето на страната. В Twitter фен я попита какво е посланието на видеото и тя отговори, че няма друга страна, която е толкова красива като Тринидад и Тобаго. Там тя живее като малка, а после се мести с родителите си в Ню Йорк.

## Дата на издаване
- Великобритания – 1 юли 2012[2]
- Германия – 17 август 2012[3]
- САЩ – 17 юли 2012[4][5]

На официалния сайт на Ники Минаж имаше въпрос кой да ѝ е следващият сингъл.Va Va Voom получи най-много гласувания. Въпреки това тя отмени сингъла и издаде Pound the Alarm, защото Pound the Alarm е много-по енергично.

## Позиции в музикалните класации
- Белгия (Ultratop 50 Flanders)[8]:
  - 4 август 2012 – 2
  - 11 август 2012 – 12
  - 18 август 2012 – 22
  - 25 август 2012 – 41
  - 1 септември 2012 – 3
  - 8 септември 2012 – 14
- Белгия (Ultratop 40 Wallonia)[9]:
  - 18 август 2012 – 43
  - 8 септември 2012 – 37
- Израел (Media Forest) – 10 [10]
- Ирландия (IRMA) – 8[11]
- Нидерландия (Single Top 100)[12]:
  - 14 юли 2012 – 86
  - 8 септември 2012 – 37
- Нова Зеландия (RIANZ)[13]:
  - 18 юни 2012 – 12
  - 10 септември 2012 – 22
- Полша (ZPAV) – 3 [14]
- Финландия (The Official Finnish Charts) – 4[15]
- Япония (Japan Hot 100) – 62[16]